# إسحاق هيلتون
إسحاق هيلتون (بالإنجليزية: Isaac Hilton)‏ هو لاعب كرة قدم أمريكية أمريكي، ولد في 26 فبراير 1981.